# Paolo Schicchi

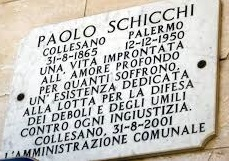
Lapide dedicata a Paolo Schicchi dal Comune di Collesano

Paolo Schicchi (Collesano, 31 agosto 1865 – Palermo, 12 dicembre 1950) è stato un anarchico italiano.

## Biografia
Paolo Schicchi nasce a Collesano nel 1865, e fin da giovanissimo frequenta gli ambienti socialisti e libertari siciliani. A soli 15 anni, fa il suo primo comizio improvvisato contro il clero, proprio davanti al duomo di Cefalù. Frequenta la facoltà di giurisprudenza e si dedica all’attività giornalistica, prima a Palermo e poi a Bologna, dove guida i giovani nelle proteste contro la visita del re all’università. Costretto ad arruolarsi nell’esercito italiano, riesce a disertare trasferendosi a Parigi proprio nel centenario della Rivoluzione. 
In Francia collabora con Sébastien Faure ed è fra i promotori della rivoluzione culturale anarchica francese grazie all’applicazione delle teorie del filosofo Jean-Marie Guyau. Fonda il circolo internazionale degli studenti anarchici, il cui manifesto viene diffuso in migliaia di copie anche in Italia. Per le sue idee ed attività libertarie, viene condannato a oltre 11 anni di carcere. 
Durante la sua lunga militanza, fonda e dirige numerosi giornali anarchici, in Italia e all’estero, dalle cui colonne incita alla sollevazione e conduce delle vive polemiche contro alcuni dei principali esponenti dell’anarchismo italiano, come Errico Malatesta e Pietro Gori.
Arrestato diverse volte, condannato al confino e costretto all’esilio, continua ad animare il dibattito anarchico, producendo un’immensa mole di scritti, fino alla morte, sopraggiunta a Palermo nel 1950.
È stato un importante e discusso esponente della tendenza antiorganizzatrice dell’anarchismo italiano, contraria ad ogni forma di organizzazione strutturata del movimento e più propensa all’azione diretta e alla propaganda col fatto.
È il prozio di Riccardo Schicchi.

## Opere pubblicate in volume
- Le degenerazioni dell’anarchismo. Mentecatti e delinquenti, La Spezia 1909;
- La morte dell’aquila. Tutto per l’amore, Milano 1917
- Il Contadino e la questione sociale, Palermo 1919
- Fra la putredine borghese, Palermo 1920
- Il Canto dei Gladiatori, New York 1921
- Casa Savoia, vol. I, Buenos Aires 1928
- Casa Savoia, vol. II, East-Boston 1929
- Storie di Francia, Vienna 1930
- Conversazioni sociali, 4 ss., Palermo 1944-1945
- La guerra e la civiltà. Mondo arabo e aggressione occidentale, Ragusa 1988
- Noi soli contro tutti! Antologia di scritti (1919-1921), Catania 1993.